# Application platform as a service
Application platform as a service (aPaaS) är en typ av molntjänst som tillhandahåller en applikationsplattform, där användaren själv kan skapa och köra applikationer utan att behöva några programmeringskunskaper. Leverantören tillhandahåller designverktyg, nätverk, servrar, lagring med flera tjänster.
Exempel på Application platform as a service i Sverige är IS Tools och internationellt finns Windows Azure, Google App Engine och SalesForce.